# Сёги
Сёги (яп. 将棋 сё:ги, «игра генералов»; [ɕo̞ːgi]) — японская настольная логическая игра шахматного типа.

## Игровой инвентарь

### Доска
Доска для сёги (яп. 将棋盤 сё:гибан) — деревянный прямоугольный параллелепипед с нанесённой на его верхнюю грань разметкой: сеткой из прямоугольных клеток (полей) 9×9. Все поля — одного цвета. Традиционный сёгибан делают из древесины торреи орехоносной (яп. かや кая), фигурки — из самшита мелколистного (яп. ツゲ цугэ).
Вертикали доски нумеруются справа налево, арабскими цифрами от 1 до 9. Горизонтали нумеруются сверху вниз; в Японии — иероглифическими цифрами 一, 二, 三, 四, 五, 六, 七, 八, 九, а в Европе — латинскими буквами a, b, c, d, e, f, g, h, i (реже — арабскими цифрами от 1 до 9). На классические сёгибаны нумерацию не наносят.

### Фигуры
Каждый игрок в начале партии имеет по 20 фигур: 1 король, 1 ладья, 1 слон, 2 золотых и 2 серебряных генерала, 2 коня, 2 стрелки и 9 пешек. Фигуры имеют форму вытянутого пятиугольника со скосом в сторону противника, на обеих поверхностях которого иероглифами надписано название основной и превращённой фигуры. Фигуры обеих сторон не различаются по цвету, а их принадлежность определяется направлением: фигуры расположены остриём к противнику. Фигуры немного различаются по размерам: чем важнее фигура, тем она крупнее.
| ○ | ○  | ○ |
| ○ | 玉 | ○ |
| ○ | ○  | ○ |

|   | ｜ |   |
| ― | 飛 | ― |
|   | ｜ |   |

| ○ | ｜ | ○ |
| ― | 竜 | ― |
| ○ | ｜ | ○ |

| ＼ |    | ／ |
|    | 角 |    |
| ／ |    | ＼ |

| ＼ | ○  | ／ |
| ○  | 馬 | ○  |
| ／ | ○  | ＼ |

| ○ | ○  | ○ |
| ○ | 金 | ○ |
|   | ○  |   |

| ○ | ○  | ○ |
|   | 銀 |   |
| ○ |    | ○ |

| ○ | ○  | ○ |
| ○ | 全 | ○ |
|   | ○  |   |

| ☆ |    | ☆ |
|   |    |   |
|   | 桂 |   |

| ○ | ○  | ○ |
| ○ | 圭 | ○ |
|   | ○  |   |

|  | ｜ |  |
|  | 香 |  |
|  |    |  |

| ○ | ○  | ○ |
| ○ | 杏 | ○ |
|   | ○  |   |

|  | ○  |  |
|  | 歩 |  |
|  |    |  |

| ○ | ○  | ○ |
| ○ | と | ○ |
|   | ○  |   |

## Правила игры
Партию в сёги играют два игрока, условно называемые чёрные (яп. 先手 сэнтэ, «ходящие прежде») и белые (яп. 後手 готэ, «ходящие позже»).

### Ходы
Ходы делаются по очереди. Право первого хода определяется ритуальным подкидыванием пяти пешек — фуригомой. Запрещено пропускать свой ход или делать два хода подряд, не дождавшись ответного хода противника.
Ход в сёги может быть одного из двух видов: обычный (ход на доске) и сброс. Ход на доске — это перемещение своей фигуры с одного поля на другое поле в соответствии с правилами хода данной фигуры. Если ход на доске делается на поле, занятое фигурой противника, эта фигура берётся — снимается с доски и переходит в резерв («руку») к взявшему её игроку.
Сброс — это выставление на доску одной из фигур, имеющейся в руке (в резерве) игрока. Сброшенная фигура ставится основной стороной вверх, остриём в сторону противника и далее играет на стороне сбросившего. Сброс является отдельным ходом: за один ход игрок может или сбросить фигуру, или сделать ход фигурой на доске. В традиционный набор инвентаря сёги входят два столика для фигур (яп. 駒台 комадай): они ставятся относительно каждого игрока по правую сторону от доски, и на них выкладываются фигуры резерва. При отсутствии комадай фигуры в руке должны лежать основной стороной вверх, рядом с доской по правую руку от игрока, или между игроком и доской. Фигуры резерва должны быть хорошо видны сопернику: вертеть фигуры в руках или закрывать их от противника считается крайне неэтичным.
Разрешён сброс на любое пустое поле доски любой фигуры из руки, за следующими исключениями:
1. Правило нифу (яп. 二歩 «две пешки»): запрещено сбрасывать пешку на вертикаль, на которой уже стоит неперевёрнутая (непревращённая) пешка того же игрока.
2. Правило утифудзумэ: запрещено ставить мат сбросом пешки.
3. Запрещено выставлять фигуру на поле, на котором она не будет иметь возможности хода по правилам (то есть пешку или стрелку на последнюю горизонталь, коня на две последние горизонтали).
4. Сбрасывать фигуры можно только в неперевёрнутом (непревращённом) виде.[1]

Запрещено изменение уже сделанного хода. Ход считается сделанным, как только от фигуры, которой делался ход, отнята рука. (Аналогичное правило в европейских шахматах — «Тронул — ходи, отнял руку — ход сделан».) При ходе со взятием игрок должен сначала снять с доски фигуру противника и перенести её за доску, и только после этого переставить свою фигуру на освободившееся поле. При этом считается, что игрок начал ход со взятием уже в тот момент, когда он снял фигуру противника с доски; после того, как фигура снята, отказ от её взятия уже расценивается как изменение сделанного хода.
Игрок, сделавший любой запрещённый ход (яп. 禁手 кинтэ), немедленно проигрывает. Увидев запрещённый ход соперника, надо немедленно ему на это указать.

### Переворот (превращение)
Три последние горизонтали доски (относительно каждого из игроков) являются так называемой зоной переворота (также вместо слова (не)переворот часто используется термин (не)превращение). Фигура, делающая ход в эту зону, ход внутри зоны или из неё, может быть перевёрнута. Переворот не является отдельным ходом, а происходит в процессе хода фигуры на доске. При превращении фигура переворачивается на другую сторону, где изображён знак превращённой фигуры, поэтому, в отличие от шахмат, фигура, в которую происходит превращение, определена правилами:
- Король и золотой генерал — не превращаются.
- Серебро, конь, стрелка и пешка (эти фигуры называются младшими) — превращаются в фигуры, которые ходят, как золото. Чтобы не путать эти перевёрнутые фигуры, они имеют собственные названия и изображаются разными иероглифами. Также достаточно часто изображения на обратной стороне фигур делаются другим цветом.
- Ладья — превращается в дракона, который ходит и как ладья, и как король.
- Слон — превращается в лошадиного дракона, который ходит и как слон, и как король.

Превращение фигуры обязательно, если после хода не перевёрнутая фигура не имела бы возможности более ходить по правилам; в противном случае игрок может выбирать между ходом с превращением и ходом без превращения. Например, когда игрок ходит пешкой на седьмую или восьмую горизонталь, он может, по желанию, перевернуть её или оставить в прежнем положении, но при ходе на последнюю горизонталь пешка должна быть превращена, так как непревращённая пешка на девятой горизонтали не имеет хода. Аналогично, конь может быть превращён при ходе на седьмую горизонталь, и должен быть превращён при ходе на восьмую или девятую.
Фигура остаётся превращённой, пока не будет снята с доски. Если превращённая фигура захватывается, то игрок может сбросить её только как обычную. Переворот при сбросе невозможен, независимо от того, на какое поле выставляется фигура. Превратить сброшенную фигуру разрешается не ранее следующего хода, поэтому сбрасывать фигуру на поле, с которого она не будет иметь хода по правилам, нельзя.
При ходе с превращением игрок должен перевернуть фигуру во время её переноса на конечное поле, то есть ставить фигуру необходимо уже в перевёрнутом положении. Запрещено ставить фигуру на конечное поле без превращения, а затем переворачивать её — это считается изменением сделанного хода.

### Итог игры
Игра заканчивается, когда одна из сторон ставит «мат» королю противника, то есть создаёт позицию, в которой король противника находится под боем («шахом») и этот шах противник не может устранить никаким ходом. Поставивший мат выигрывает. Говорить «шах» и «мат» при этом считается неэтичным.
Игра заканчивается, если один из игроков сдаётся. Победа присуждается его противнику. В Японии признание своего поражения выражается словом макэмасита  (яп.  負けました, «проиграл») и небольшим поклоном.
Игра завершается в случае кинтэ — ошибочного хода, сделанного одним из игроков. Порядок завершения игры в случае кинтэ может уточняться правилами конкретной ассоциации игроков или конкретного турнира:
- согласно профессиональным японским правилам, кинтэ автоматически завершает партию и любые ходы, сделанные после ошибки, не имеют значения; независимо от того, кем была замечена ошибка и когда на неё было указано, игроку, допустившему ошибку, присуждается поражение; однако если кинтэ не было зафиксировано и в последующей игре один из игроков сдался, то его противник считается победившим, независимо от того, кем был допущен ошибочный ход;
- согласно правилам большинства любительских европейских турниров, соперник сделавшего ошибочный ход игрока должен объявить кинтэ, пока на доске явно видны последствия ошибки (две пешки на одной вертикали, фигура, не имеющая хода и т. п.), в этом случае допустившему ошибку присуждается поражение; если в результате последующих ходов положение на доске уже исправлено, ошибка считается «заигранной» и партия продолжается.

В некоторых источниках можно встретить утверждение, что в сёги игрок, получив шах королю, не обязан убирать короля из-под шаха, но в этом случае противник ответным ходом может взять этого короля и тем самым выиграть партию. Эта трактовка не соответствует современным правилам: оставление своего короля под шахом является одним из видов кинтэ; указание на эту ошибку приводит к проигрышу по правилу ошибочного хода.
При игре с контролем времени (например, во всех официальных партиях) превышение лимита времени также приводит к поражению.
Кроме того, в сёги имеются правила, ограничивающие возможность затягивания игр:
- В случае четырёхкратного повторения одной и той же позиции — сэннититэ (яп. 千日手 «ходы тысячу дней») партия завершается без объявления результата и должна быть переиграна с переменой цвета и оставшимся у каждого из играющих временем.
- Если позиция повторилась трижды в результате непрерывной серии шахов (аналог вечного шаха в классических шахматах), то на четвёртый раз шаховавший игрок должен выбрать какой-либо другой ход, в противном случае ему засчитывается поражение.
- Если король одного из игроков вторгся в лагерь противника, поставить ему мат становится гораздо сложнее. Если же оба короля вошли в лагерь противника и укрепились, партия далее может длиться неопределённо долго, поскольку поставить мат ни одному из игроков, по всей видимости, не удастся. Такая ситуация называется дзисёги (яп. 持将棋 «ничья в сёги»). Партия прекращается, если оба игрока (и наблюдатель или судья, если речь идёт об официальной партии) согласны, что сложившаяся позиция — тупиковая. Результат определяется подсчётом очков. Очки начисляются за все имеющиеся у игрока фигуры (включая руку), кроме королей. За слонов и ладей начисляется по 5 очков, за все прочие фигуры — по 1 очку. В профессиональных партиях, если у одного из игроков меньше 24 очков, то он объявляется проигравшим. Если у обоих игроков не меньше 24 очков, объявляется ничья. В любительских партиях выигравшим объявляется игрок, у которого не менее 27 очков. Если же у обоих игроков по 27 очков, то победа присуждается белым. Кроме того, иногда в нетурнирных партиях по предварительному соглашению используют и другие правила дзисёги.

## Нотация
Запись ходов партии в сёги называется кифу. Существуют японская и европейская системы нотации. Отличаются они только тем, какие символы используются для обозначения фигур и горизонталей доски: в японской нотации применяется иероглифическая запись, в европейской — буквенно-цифровая. Нотация предполагает, что игровая доска расположена вертикально, перед началом партии на нижних трёх горизонталях находятся в своих начальных позициях фигуры чёрных (игрока, ходящего первым), на верхних трёх горизонталях — фигуры белых (игрока, ходящего вторым).
Вертикали нумеруются от верхнего правого угла доски, справа налево, цифрами от «1» до «9». Горизонтали нумеруются также от верхнего правого угла доски сверху вниз, буквами от «a» до «i». Поле на доске, находящееся на пересечении вертикали n и горизонтали Y, обозначается как «nY» (верхний правый угол — 1a, нижний левый — 9i). В японской нотации вертикали нумеруются арабскими цифрами, а горизонтали иероглифическими.
На диаграммах фигуры чёрных на доске обозначаются иероглифами или буквами в прямом положении, фигуры белых — иероглифами или буквами в перевёрнутом положении. В Европе на диаграммах, по традиции, фигуры обычно обозначаются иероглифами, но в записях партий чаще используются буквенные обозначения:
| Обозначение | Фигура                      |
| ----------- | --------------------------- |
| K           | король                      |
| R           | ладья                       |
| +R          | перевёрнутая ладья (дракон) |
| B           | слон                        |
| +B          | перевёрнутый слон (лошадь)  |
| G           | золото                      |
| S           | серебро                     |
| +S          | перевёрнутое серебро        |
| N           | конь                        |
| +N          | перевёрнутый конь           |
| L           | стрелка                     |
| +L          | перевёрнутая стрелка        |
| P           | пешка                       |
| +P          | перевёрнутая пешка (токин)  |

Ходы в кифу разделяются пробелами. Каждый ход записывается в формате:
НомерХода. Фигура{Тип}{НачальноеПоле{-}}КонечноеПоле{ЗнакПревращения}
(элементы в фигурных скобках являются необязательными). Здесь:
- НомерХода — порядковый номер хода в партии. В отличие от европейских шахмат, но подобно го или рэндзю, традиционно в сёги ходы нумеруются не парами, а отдельно, то есть то, что в сёги называется «ход», шахматисты называют «полуходом». Поскольку первыми ходят чёрные, все нечётные ходы в партии — это ходы чёрных, а все чётные — ходы белых.
- Фигура — обозначение фигуры сёги, которой делается ход. В японской нотации обозначается иероглифом, в европейской — прописной буквой латинского алфавита (согласно таблице выше); если фигура превращённая, обозначению предшествует знак «плюс».
- Тип — знак, указывающий на тип хода: «-» — обычный (тихий) ход, «×» — ход со взятием, «'» (также иногда «*») — сброс фигуры из руки. Если тип хода не указан, подразумевается тихий ход.
- НачальноеПоле — обозначения поля, с которого делается ход. Начальное поле не указывается в случае сброса. Оно может не указываться, если в данной позиции только одна фигура указанного наименования может сделать ход на указанное конечное поле. Если для того, чтобы идентифицировать ходящую фигуру, достаточно указать только вертикаль или горизонталь, то вместо полного обозначения начального поля может указываться сокращённое.
- Дефис между обозначениями полей не обязателен, но иногда его ставят просто для лучшей читаемости.
- КонечноеПоле — обозначение поля, на которое делается ход.
- ЗнакПревращения — ставится, если ход непревращённой фигурой делается из/в/внутри зоны превращения. «=» — ход без превращения; «+» — ход с превращением.

Например:
- 1.P7f 2.P3d 3.P6f 4.S6b — чёрные делают первые два хода пешками по седьмой и шестой вертикали (ходы 1 и 3), белые отвечают ходом пешкой по третьей вертикали и ходом серебра на поле 6b.
- 23.R’8d — 23-м ходом чёрные сбрасывают ладью на поле 8d.
- 29.Rx8c+ — 29-м ходом ладья чёрных бьёт фигуру на поле 8c и превращается.
- 44.Nx2g= — 44-м ходом конь белых бьёт фигуру чёрных на поле 2g, но не превращается.
- 56.S54d — 56-м ходом серебро белых, находящееся на 5 вертикали идёт без взятия на поле 4d (начальное поле указано только номером горизонтали).
- 56.S5e-4d — полная запись предыдущего примера — 56-м ходом серебро белых идёт с 5e на 4d (начальное поле указано полностью).

В Европе иногда используют «шахматную» манеру записи кифу, когда за один ход принимается два движения фигур: ход чёрных и ответный ход белых. В этом случае нотация остаётся точно такой же, но при записи партии после одного номера указывается две записи движения фигур через пробел. Так, последовательность начала партии из предыдущего примера запишется как 1.P7f P3d 2.P6f S6b.

## Тактика и анализ
Из-за возможностей сброса в тактическом плане сёги больше похожи не на классические шахматы, а на Crazyhouse. Фигуры в руке намного сильнее, чем те же фигуры на доске, поскольку их подвижность существенно выше. Размены приводят не к разрядке позиции, а к её обострению, так как запасные фигуры могут быть выставлены на доску на любое пустое поле, например — с прямой угрозой королю и даже с матом. Чем больше фигур у игрока в руке, тем более опасную атаку на короля он может осуществить. Для защиты от форсированной атаки фигурами из-за доски теория сёги рекомендует специальные защитные построения — «крепости», — в которых король окружён прочными формами из генералов, затрудняющих атаку противника.

### Сравнительная ценность фигур
В сёги, как и в классических шахматах, существует выработанное практикой соотношение ценности фигур, где каждая фигура оценивается в определённое количество пешек; игроки могут ориентироваться на него для оценки выгодности размена для каждой из сторон. Система оценок в сёги сложнее, чем в шахматах, из-за наличия превращённых фигур, и по мнению разных специалистов может несколько отличаться. Кодзи Танигава, 17-й пожизненный мэйдзин, в книге «Как мыслить, чтобы выигрывать в сёги» приводит следующий вариант сравнительной ценности фигур:
| Фигура               | Ценность в пешках |
| -------------------- | ----------------- |
| Пешка                | 1                 |
| Копье                | 5                 |
| Конь                 | 6                 |
| Серебро              | 8                 |
| Золото               | 9                 |
| Превращенное серебро | 9                 |
| Превращенное копье   | 10                |
| Превращенный конь    | 10                |
| Превращенная пешка   | 12                |
| Слон                 | 13                |
| Ладья                | 15                |
| Превращенный слон    | 15                |
| Превращенная ладья   | 17                |

Хотя материальный баланс является важным критерием, приведённая оценка позиции не является однозначной. Реальный эффект от разменов определяется множеством факторов: укреплённостью королей каждой из сторон, наличием тактических возможностей, общим стратегическим рисунком игры.

### Этапы партии
В дебюте сёги столкновений обычно не происходит; игроки занимаются построением защитной формы (крепости) и атакующей формы. В дебюте какугавари (яп. 角換り «размен слонов»), в котором производится ранний размен слонов, развитие ещё более замедленно, так как размен заставляет противников внимательнее относиться к безопасности своего лагеря. Существуют и резкие дебюты с ранними массовыми разменами, вбрасывающие игру в миттельшпиль уже на втором-третьем десятке ходов.
Типичной миттельшпильной тактикой является сабаки — размен атакующих фигур с целью получения фигур в руку и продвижения их по направлению к королю противника. Также в миттельшпиле и эндшпиле применяется множество различных тэсудзи — классических приёмов (комбинаций) и ходов.
Типичной тактикой в ёсэ (финальной фазе эндшпиля) является атака фигурами из руки, в которой сначала несколько фигур жертвуются, чтобы освободить место вокруг вражеского короля, после чего ставится форсированный мат — цумэ или создаётся позиция, в которой у короля противника от цумэ нет защиты — хисси. Часто обе стороны пытаются провести такого рода комбинации одновременно (такая обоюдная атака называется сэмэай), что приводит к разменам и ещё большему обострению ситуации. Возможна и относительно спокойная позиционная игра, если обе стороны выберут «пассивную тактику», стараясь предельно защитить короля и не создавать острых ситуаций. В таких случаях партия может затянуться. Однако если тогда один из игроков подготовит атаку и нацелится на короля соперника, то шансы на победу у него возрастут.
Поскольку фигуры никогда не выходят из игры, в ней нет эндшпиля в шахматном смысле (с истощением материала). Теоретически партия может длиться бесконечно долго, но поскольку с каждым разменом острота игры возрастает, на практике партии длятся примерно 60—180 ходов (в шахматной терминологии — «полуходов», но в сёги, как и в го, каждый ход каждого игрока считается за один).

## История игры

### Истоки сёги
По мнению современных историков, сёги представляют собой обособившуюся ветвь шахмат. В точности не известен ни момент появления этой игры, ни её первоначальный вариант, но, по всей видимости, во второй половине I тысячелетия н. э. распространённый на арабском Востоке шатрандж попал в Юго-Восточную Азию, где стал основой для ряда местных настольных игр, среди которых наиболее известны китайские шахматы сянци, родственные им корейские шахматы чанги, а также таиландские шахматы макрук, гораздо более двух первых игр напоминающие шатрандж и европейские шахматы. Видимо, от этих игр, в свою очередь, сёги и произошли.
Первые документальные свидетельства о шахматной игре в Японии относятся к VIII веку, но в точности неизвестно, что это была за игра. Достоверно можно утверждать только то, что в это время в Японию из Китая попал китайский вариант шахмат — сянци, но одновременно с ним в стране появились и другие игры шахматного типа. Среди этих игр была и игра на доске 9×9, на которой играют в современные сёги. Описания игр того времени не сохранилось, так что об их форме можно только гадать. Корейские чанги по некоторым параметрам стоят между сёги и сянци (впрочем, гораздо ближе к сянци). Как и в чанги, в сёги пешка берёт так же, как и ходит без взятия. Как и в чанги, в сёги есть две дополнительные фигуры, стоящие в начале перед конями. Оформление фигур также напоминает оформление в чанги. Но гораздо большее сходство наблюдается с таиландским макруком. Ход серебра полностью совпадает с ходом слона в макруке (и сейчас начальное положение серебра напоминает начальное положение слона в европейских шахматах). Пешки располагаются на третьей горизонтали от владельца, зона превращения начинается на третьей горизонтали от противника, пешки превращаются в фигуру, которая заменила ферзя макрука — в токина, который ходит, как золотой генерал. Как и в макруке, превращение отмечается переворачиванием фигуры. Есть элементы, общие для сёги, макрука и современных европейских шахмат, но отсутствующие в сянци и чанги: игра ведётся на квадратах, а не на пересечениях линий; король не ограничен «дворцом»; конь может перепрыгивать через фигуры; пешки занимают целую горизонталь; в сянци и чанги отсутствует превращение.

### Эпоха Хэйан
Первые археологические находки фигур сёги относятся к XI веку. Эти фигуры имеют уже вполне современный вид — пятиугольные плоские фишки с иероглифическими обозначениями. Более-менее подробные описания сёги появились в документах эпохи Хэйан. В это время существовали «малые сёги» и «большие сёги». «Малые» игрались на доске размером 9×9, «большие» — на доске 13×13. Фигуры и ходы были теми же, что и сейчас, но отсутствовало основное отличие современных сёги от шахмат — возможность повторного введения в игру захваченных фигур противника на своей стороне.

### Сёги на больших досках
В последующие, средние века делались попытки играть в сёги на больших досках:
- Тю сёги («Средние сёги») — доска 12×12, 92 фигуры; эта игра «дожила» и до XXI века.
- Дай сёги («Большие сёги») — 15×15, 130 фигур; в средние века этот вариант тоже был относительно распространён.
- Тэндзику сёги — 16×16, 156 фигур.
- Дай дай сёги — 17×17, 192 фигуры.
- Мака дай дай сёги — 19×19, 192 фигуры.
- Тай сёги — 25×25, 354 фигуры.
- Тайкёку сёги — 36×36, 804 фигуры, крупнейший из известных вариантов сёги и шахматных игр вообще[3].

### Классические сёги
Наконец, в XVI веке император Го-Нара создал ту игру сёги, которая известна сегодня. Взяв за основу сё сёги («малые сёги») на доске 9×9, он сократил число фигур с 42 до 40, убрав пьяного слона, и ввёл принципиально новое правило — теперь взятые игроком фигуры противника переходили к взявшему, и он мог в любой момент вместо своего очередного хода выставить на доску любую из этих фигур как собственную. Это новшество кардинально изменило стратегию и тактику игры. С него, по сути, и следует отсчитывать историю современных сёги.

### Эпоха Эдо
В XVII веке сёги, наряду с го, получили привилегированный статус за счёт того, что ими увлекались тогдашние военачальники и правители Японии — Ода Нобунага, Тоётоми Хидэёси и Токугава Иэясу. Во времена сёгуната существовала даже придворная должность сёгидокоро (министр сёги) — на неё назначали сильнейшего игрока, он ведал вопросами организации сёги при дворе, распределял государственные субсидии школам, санкционировал присвоение высших рангов, учил сёгуна глобальной стратегии с помощью сёги. Тогда же появился титул мэйдзин («великий мастер»), которым отмечали сильнейшего игрока в сёги, аналогично мэйдзину по го. Ранг мэйдзина был пожизненным — получив его однажды, игрок оставался мэйдзином до конца своих дней, независимо от изменений в уровне игры. Сначала должность министра по го и сёги совмещал один человек — Хонъимбо Санса, на высоком уровне игравший в обе игры. В 1608 году Сокэй Охаси (1555—1643) со счётом 7-1 победил Хонъимбо Санса в матче на звание мэйдзина по сёги, организованном Токугавой Иэясу, и стал первым сёгидокоро и мэйдзином по сёги. Вплоть до XIX века развитие сёги шло в системе «иэмото» — в виде трёх родственных школ-«семей» (Ито, Охаси и боковой Охаси), в которых мастерство передавалось по наследству, от старших мастеров к молодым.
Сёги активно развивались. К XIX веку была уже достаточно хорошо разработана теория игры, существовало несколько школ, выходила литература. Когда в период реставрации Мэйдзи сёги лишились государственной поддержки, это не стало для них серьёзным потрясением — газеты начали активно устраивать турниры, печатать партии и вести колонки по сёги.

### Оккупационный период
После Второй Мировой Войны SCAP (оккупационное правительство Японии, в основном контролируемое США), пытаясь исключить феодальные факторы из жизни японского общества, решило запретить сёги (как и бусидо) на том основании, что в этой игре используются захваченные фигуры. SCAP настаивало, что это ведёт к идее о насилии над пленными.
Однако Кодзо Масуда, один из сильнейших сёгистов того времени, будучи вызван в штаб-квартиру SCAP для разбирательства, раскритиковал такой взгляд на сёги и заявил, что это не сёги, а западные шахматы несут идею насилия над пленными, поскольку в них фигуры умирают, в то время как сёги более демократичны, ибо в них захваченным фигурам даётся шанс вновь участвовать в игре. Масуда также заявил, что шахматы находятся в конфликте с идеей равенства полов в западном обществе, поскольку король в них защищается, прячась за королеву и убегая. В итоге доводы Масуды привели к исключению сёги из списка запрещаемых вещей.

### Сёги на малых досках
Если в средние века делались попытки играть в сёги на больших досках (исключение составляли птичьи сёги на доске 7×7, 32 фигуры), то в наши дни создают варианты сёги на малых досках. Самые известные примеры:
- Минисёги — доска 5×5, 12 фигур.
- Киото сёги — доска 5×5, 10 фигур.
- Добуцу сёги — доска 3×4, 8 фигур.

## Сёги в Японии
Сегодня игра широко распространена в Японии (по некоторым оценкам, там в неё играют не менее 20 миллионов человек), опережая по популярности все прочие настольные игры, в том числе го и рэндзю.
17 ноября в Японии официально является днём сёги. В эпоху Эдо, с 1669 года, в этот день перед сёгуном ежегодно переигрывалась (разыгрываемая каждый раз заранее, между сильнейшими сёгистами) церемониальная партия в сёги, называвшаяся «Игра замка Эдо».
Организация сёги в Японии очень близка к организации го — точно так же имеется профессиональная лига сёги, проводящая профессиональные турниры и присваивающая игрокам разряды системы «кю-дан», характеризующие силу игрока, причём в трёх вариантах — любительском, профессиональном женском (LPSA) и профессиональном мужском (NSR). Низший любительский разряд — 15 кю, при повышении уровня кю уменьшается. После 1 кю следует 1 дан, при дальнейшем росте дан увеличивается. Наивысший любительский разряд — 7 дан (с 2010 года можно получить и любительский 8 дан, если 4 раза завоевать титул «любительский рюо»).

### Японская ассоциация сёги
Японская ассоциация сёги (NSR) — организация, объединяющая всех профессиональных сёгистов Японии. Создана в 1946 году, путём объединения Токийской ассоциации сёги, основанной в 1924 году 13-м пожизненным мэйдзином Сэкинэ Киндзиро, с Кансайской ассоциацией сёги. Занимается организацией профессиональной деятельности, проведением турниров по сёги, изданием литературы по сёги, контактами со СМИ и т. д. В Ассоциации состоит около 170 профессионалов, имеющих с 4 по 9 профессиональный дан.
С февраля 2017 года президентом NSR является Ясумицу Сато, 4-й пожизненный кисэй.

### Профессиональные игроки
Сёрэйкай (яп. 奨励会 сё:рэйкай, «общество содействия прогрессу» — школа, тренирующая будущих профессионалов сёги) отбирает игроков по весьма жёстким критериям: поступить в неё может только игрок не старше 20 лет, уже достигший уровня 5 любительского дана. Таким образом, в профессионалы попадают лишь те, кто с детства проявил выдающиеся способности и склонность к игре. При приёме в Сёрэйкай игроку присваивается 4—6 профессиональный кю. При успешной игре ученик достигает 1 кю, затем получает 1 профессиональный дан. Ученики, не успевшие достичь 1 профи-дана к 20 годам и 4 профи-дана к 25 годам, исключаются. Отсев за время обучения составляет около 80 %.
Дважды в год в Сёрэйкай проводится турнир лиги 3-х профессиональных данов. В среднем, два его победителя получают 4-й профессиональный дан и звание профессиональных игроков. С этого момента им начинает выплачиваться заработная плата за игру и они начинают принимать участие в профессиональных турнирах (в том числе, в титульных). Максимальный профессиональный разряд — 9 дан. В 1962—87 гг. существовал и титул дзюдан (яп. 十段 «10 дан»), однако в 1988 году он был переименован в рюо (яп. 竜王 рю:-о:, «дракон-король»), и далее 10-м даном по сёги никто не награждается (сейчас титул «пожизненный 10-й дан» есть лишь у ветерана сёги, 16-го пожизненного мэйдзина Макото Накахары).
Сильнейший сёгист 1990-х — 2010-х годов — 19-й пожизненный мэйдзин Ёсихару Хабу (99 титулов на 1 января 2023 года). Сильнейший сёгист 2020-х — Сота Фудзии.

#### Профессиональные сёгистки
Сёгисткам, проходящим обучение в Сёрэйкай или ассоциированных с ней женских курсах сёги Кэнсюкай, по достижении 2 профессионального кю, предоставляется выбор: получить статус профессиональной сёгистки или продолжить обучение в Сёрэйкай. Единственная сёгистка, избравшая второй путь и достигшая 3-го профессионального дана — Кана Сатоми, сильнейшая сёгистка современности.

### Титульные матчи
Ежегодно в Японии разыгрывается 8 профессиональных мужских титулов («корон») сёги: рюо, мэйдзин, кисэй, ои, одза, кио, осё и эйо, 7 профессиональных женских и множество ежегодных всеяпонских турниров по сёги, в которых участие принимают как профессионалы, так и любители. Доходы сильнейших профессионалов сёги существенны: лучший японский игрок зарабатывает в год около 1 миллиона долларов, игроки первой десятки — около 250—300 тысяч, рядовые профессионалы — порядка 100 тысяч долларов.

## Сёги вне Японии
В последние десятилетия сёги обрели популярность и вне Японии. Появились ассоциации и клубы сёги в Китае, США, странах бывшего СССР, Европе, Латинской Америке, Юго-Восточной Азии, отдельных странах Ближнего Востока и Африки. На 2022 год Федерация европейских ассоциаций сёги (ФЕСА) объединяет сёгистов из 20 стран.
Разрядная сетка ФЕСА начинается с 20 кю и заканчивается 6 даном, однако на 2021 год ни один неяпонский сёгист 6-го дана ФЕСА не достиг. Из играющих неяпонцев 5 дан ФЕСА на 2021 год имели два игрока из Беларуси, Сергей Корчицкий и Винсент Танян; американец Ларри Кауфман и китаец Гу Гуанмин.
С 1985 года ежегодно проводится Чемпионат Европы по сёги, с 1999 года — Международный форум сёги, с 2003 года — Чемпионат России по сёги.
Сёгисты с наивысшим рейтингом (на 1 июля 2021):
- В Беларуси — Винсент Танян (Минск), 5 дан ФЕСА, 5 дан NSR, чемпион Европы 2017 и 2019 годов, I место в европейском ФЕСА-листе.
- В России — Виктор Запара (Санкт-Петербург), 4 дан ФЕСА, 4 дан NSR, чемпион Европы 2007 г.
- На Украине — Сергей Кривошея (Житомир), 3 дан ФЕСА, чемпион Украины по шахматам 1995 г.
- В Германии — Томас Ляйтер (Михельштадт), 4 дан ФЕСА, чемпион Европы 2012 и 2018 гг.
- Во Франции — Жан Фортен (Париж), 4 дан ФЕСА, 5 дан NSR, чемпион Европы 2009—2011 и 2015—2016 гг.[13].

Уровень неяпонских сёгистов существенно ниже, чем у японских профессионалов. 21 февраля 2017 года первым в истории неяпонским профессиональным сёгистом стала Каролина Стычинская.

## Компьютерные сёги
Сёги имеют наибольшую игровую сложность среди всех популярных игр шахматного типа. С 1970-х компьютеры неуклонно улучшают качество своей игры в них. В 2007 году чемпион Ёсихару Хабу оценил силу игры программы-чемпиона 2006 года среди компьютеров Bonanza на уровне второго дана.
С 1990-х годов проводится Мировой чемпионат по компьютерным сёги, участие в котором принимают десятки программ.
Японская ассоциация сёги запрещает профессиональным игрокам публично играть против компьютера без своего разрешения с целью продвижения сёги и монетизации игр «компьютер против человека».
12-го октября 2010 года после примерно 35 лет разработок компьютер, наконец, смог победить профессионального игрока: лучший игрок-женщина Итиё Симидзу проиграла системе Akara2010 в игре продолжительностью чуть более 6 часов.
14-го июля 2011 года компьютерные программы Bonanza и Akara разгромили команду любительского уровня Косаку и Синоду в двух играх. Отведенное время для людей составляло один час, а затем три минуты за ход. Отведенное время для компьютера составляло 25 минут, а затем 10 секунд за ход.
10-го апреля 2013 года программа GPS Shogi победила профессионала 8-го дана Хироюки Миуру в 102-ходовой игре, продолжавшейся более 8 часов.
Наиболее сильной программой в Shogi Club 24 на 13 декабря 2015 года являлась Ponanza с рейтингом 3455.
10-го апреля 2016 года Ponanza победила профессионала 8-го дана Такаюки Ямасаки за 85 ходов. Такаюки использовал 7 часов 9 минут времени.
С точки зрения вычислительной сложности обобщённые сёги EXPTIME-полная игра.

## В культуре
Как повсеместно любимая и традиционная игра, сёги являются центральной темой многих японских произведений самых разных жанров. Вот некоторые из них:
- Ryuuou no Oshigoto! — японская серия ранобэ, сюжет которой развивается вокруг сёги.
- Shion no Ou — манга и аниме о сёги
- Sangatsu no Lion — манга и аниме о сёги.
- 81diver — дорама о сёги.
- Король сёги[яп.] — документальный фильм о западном мэйдзине Сакате Санкити.
- Чудо плаксы Сёттана - фильм Тоёды Тосиаки по книге Сэгавы Сёдзи о мастере сёги, прошедшего в профессионалы не через Сёрэйкай, а долгим боковым путём.
- Пробуждение (Awake) (2020) - фильм Ацухиро Ямада.

См. также категорию .